# Eógan I di Strathclyde
Owen I, Ywain I o Eógan I (in latino Eugenius, in moderno gaelico Eòghann e in gallese Owain; fl. X secolo), regnò sullo Strathclyde nel corso del X secolo.

## Biografia
Simeone di Durham ricorda come "Ouuen, re dei Cumbriani", fu sconfitto insieme a Olaf III Guthfrithson di Dublino e Costantino II di Scozia (signore di Owen), da re Atelstano d'Inghilterra nel 934. Non si conosce bene la data d'inizio del suo regno.
È possibile che Owen fosse il figlio di re Dyfnwal I, mentre per altri (anche se ciò è molto controverso) sarebbe invece stato nipote di Costantino.
Molti storici pensano che Owen morì nella battaglia di Brunanburh (937) e infatti Simeone di Durham dice che i Cumbriani erano presenti alla battaglia.